# Бергер, Виктор
Виктор Луитпольд Бергер (англ. Victor Luitpold Berger, англ. Victor Victor Louis; 28 февраля 1860 — 7 августа 1929) — левый политический деятель США, один из основателей Социал-демократической партии Америки и её преемницы, Социалистической партии Америки. Первый социалист в Конгрессе США, представлял штат Висконсин в Палате представителей в 1911—1913, 1919 и 1923—1929 годах (в 1919 и 1920 гг. был недопущен к исполнению обязанностей конгрессмена). Один из ведущих деятелей консервативного крыла Социалистической партии.

## Биография
Бергер родился в еврейской семье в Австро-Венгрии в Нидер-Рехбахе (современная Румыния), посещал гимназию в словацком городе Левоча, а также университеты в Будапеште и Вене. В 1878 году с родителями иммигрировал в Соединённые Штаты, осев у Бриджпорта, штат Коннектикут. В 1881 году перебрался в Милуоки, штат Висконсин — город с преобладающим немецким населением, где активно включился в рабочее движение. 
Вступил в Социалистическую трудовую партию Америки под началом Даниеля Де Леона. Став важным и влиятельным социалистическим журналистом местного значения, издавал на немецком языке ежедневные газеты «Vorwärts» («Вперед», 1892—1898), а затем «Wahrheit» («Правда», 1898—1900). Благодаря его усилиям Милуоки стал цитаделью американского социализма (идеально работающая канализационная система города дала начало термину Sewer Socialism). 
Ведущий американский социалист Юджин Дебс считал своё приобщение к социалистическим идеям в заслугу Виктору Бергеру и Клэренсу Дэрроу — когда его в 1894 году заключили в тюрьму за организацию «Пульмановской забастовки», они снабжали его социалистической литературой (в частности, книгами Эдварда Беллами, Роберта Блэтчфорда, Карла Каутского и Карла Маркса). 
В 1896 году Бергер был делегатом на съезде Популистской партии в Сент-Луисе. Участвовал в основании «Социал-демократии Америки» в 1897 году, Социал-демократической партии Америки в 1898 году и Социалистической партии Америки в 1901 году на съезде в Индианаполисе (сыграл ключевую роль в переговорах о присоединении к ней одной из фракций СТПА). Был членом исполнительного комитета СДПА (на всём протяжении её существования), а затем СПА. 
С 1900 по 1911 издавал газету «Social Democratic Herald» («Социал-демократический вестник»), затем переименованную в «Milwaukee Leader». Считался одним из главных представителей ревизионизма, тред-юнионизма и бернштейнианства в американской соцпартии. Резко выступал против леворадикального крыла партии и синдикалистского профсоюза «Индустриальные рабочие мира», как организации, прибегающей к революционным методам.
В 1910 году был избран первым социалистом в Палате представителей США, представляя округ в Милуоки. Наряду с Мейером Лондоном был единственным в истории членом Социалистической партии Америки в Конгрессе США.
Во время Первой мировой войны занимал пацифистскую позицию, за что с 4 другими социалистами в 1918 году предстал перед судом по обвинениям в «нелояльности». В 1919 году Бергер был осужден за нарушение Акта о шпионаже 1917 года за пропаганду своих антиинтервенционистских взглядов; в результате ему было отказано в депутатском месте, на которое он дважды избирался в Палату представителей, а генеральный почтмейстер США запретил рассылку «Milwaukee Leader» по почте. 
Приговор был в конечном итоге отменён Верховным судом в 1921 году, а Бергер избирался на три срока подряд в 1920-х годах. 
16 июля 1929, когда Бергер переходил улицу близ здания редакции своей газеты, его сбил трамвай; от полученных травм черепа политик скончался. Бергер — автор большого количества памфлетов и статей по вопросам социализма.